# Borrah Minevitch
Borrah Minevitch (Kiev, Rússia, 5 de novembro de 1902 - Paris, França, 26 de junho de 1955) foi um gaitista imigrante russo que chegou a Boston, em 1912.
Começou a tocar harmônica quando ganhou de sua mãe o instrumento ao ivés de um violino. Em 1925 recrutou quarenta garotos de uma escola no Bronx para montar seu primeiro grupo de harmônica. Em 1927 ele conheceu Johnny Puleo, um anão ganhador de um concurso de harmônica. Em seguida ingressaram com o grupo no show de variedades Vaudeville, tocando o instrumento misturado com um pouco de misancene. Passou a chamar o grupo de The Harmonica Rascals.

## Gravações
Ver The Harmonica Rascals#Gravações

## Filmes
Participou de vários filmes e na Broadway. Para informações adicionais sobre os filmes consulte Relação de filmes de Borrah Minevitch (inglês)
- Boyhood Days-1929
- Finn and Caddie-1931
- Where's that Tiger-1933
- My Shawl-1933
- Boxcar Rhapsody-1933
- Out Camping-1933
- Talent Scout-1933
- Lazy Bones-1934
- Borrah Minevitch and his Harmonica Rascals-1935
- One in a Million-1936
- Love under Fire-1937
- Rascals-1938
- Tom Turkey and his Harmonica Humdingers-1940
- Romance and Rhythm-1940
- Hitparade of 1941 c. 1940-1940
- Always in my Heart-1942
- Tramp, tramp, tramp-1942
- Harmonica School-1943
- Top Man-1943
- Je Suis de la Revue-1949